# Olej z orzechów laskowych
Olej z orzechów laskowych - przejrzysty olej roślinny o zabarwieniu złoto-żółtym i orzechowym zapachu otrzymywany z tłoczonych na zimno orzechów laskowych (Corylus avellana). W niskich temperaturach ścina się/mętnieje. 
| Pochodzenie:                 | Europa |
| Skład:                       | kwas palmitynowy 5,26%, kwas oleopalmitynowy 0,2%, kwas stearynowy 2,47%, kwas oleinowy 81,38%, kwas linolowy 10,29%, kwas a-linolenowy 0,13%, kwas arachidowy 0,13%, kwas behenowy 0,04%.                                |
| Kategoria:                   | olej nieschnący |
| Ważność:                     | po otworzeniu ok. 6-8 miesięcy |
| Wytrzymałość na temperatury: | odporna na ciepło |
| Zastosowanie                 | Stosowany jest w przemyśle farmaceutycznym w produkcji kosmetyków oraz w przemyśle farbiarskim do wyrobu farb. Dodawany jest do perfum, mydeł, farb kosmetycznych, lakierów, preparatów do opalania i pielęgnacji włosów. |